# Стрима
Стрима (на македонска литературна норма: Стрима; на албански: Strima) е село в Северна Македония, в община Липково.

## География
Селото е разположено в западните поли на Скопска Църна гора, до границата с Косово. Разположено е на 4 км северозападно от Отля, на юг от Рънковце и от връх Велико Гумно. Махалите са: Матринска, Ибраимска и Пощр (Долня).
Йован Трифуноски посочва следните топоними в землището на Стрима: Вуксан, Мачище, Река, Баряк, Смильевица.

## История
Според местни предания селото е основано към края на XVIII век от преселници от Северна Албания. Трите рода в селото - Матрин, Ибраим и Пощр са от албанското племе Бериша.
В края на XIX век Стрима е албанско село в Скопска каза на Османската империя. Според статистиката на Васил Кънчов („Македония. Етнография и статистика“) от 1900 г. Стрима е село, населявано от 140 арнаути мохамедани.
По време на българското управление на Вардарска Македония през Първата световна война Стрима е част от Матеишка община в Кумановска околия и има 293 жители.
През 40-те години на ХХ век селото има 48 къщи.
Според преброяването от 2002 година селото има 3 жители албанци.